# Juan Luis Álvarez-Gayou
Juan Luis Álvarez-Gayou Jurgenson (1940, 8 de mayo de 2017) fue un médico, sexólogo y psiquiatra mexicano.
Fundador en 1979 del Instituto mexicano de sexología (Imesex), es considerado un referente de la sexología en México.

## Biografía
Fue médico cirujano por la Universidad Nacional Autónoma de México y psiquiatra certificado por el Consejo Mexicano de Psiquiatría. A partir de los años 70 enfoca su carrera hacia el estudio de la sexualidad con el fin de romper mitos desde la ciencia.
En 1979 fundó el Instituto mexicano de sexualidad (Imesex por su acrónimo) con el fin de dedicarlo a la docencia e investigación. Fue también presidente de la Asociación Mundial de Sexología y editor de la revista Archivos Hispanoamericanos de Sexología.

## Trayectoria
En sus trabajos abordó temas como el SIDA o la sexualidad femenina.
En 1986 propuso varias modificaciones a la escala de Kinsey, optando por evaluaciones descriptivas en lugar de numéricas.

## Obras
- Sexualidad en la pareja (1996)
- Sexualidad humana (con otros autores, 2003)
- Sexualidad: los jóvenes preguntan (con Paulina Millán, 2006)
- Educación de la sexualidad. ¿En la casa o en la escuela? (2007)
- Homosexualidad, bisexualidad, travestismo, transgeneridad y transexualidad: Derrumbe de mitos y falacias (con Paulina Millán, 2009)
- Te celo porque te quiero. Cómo los celos nacen del amor, pero lo matan (con Paulina Millán, 2010)
- Cómo hacer investigación cualitativa (2010)
- Sexoterapia integral (2011)
- Vivencia de la preferencia de género homosexual (con otros autores, 2013)
- Los rostros de la homosexualidad. Una mirada desde el escenario. (2013)